# 苏尔姆埃克-格赖特
苏尔姆埃克-格赖特是奥地利施蒂利亚州德意志兰茨贝格县的一个市镇。总面积18.62平方公里，总人口1391人，人口密度74.7人/平方公里（2001年）。